# Lyskonoh ploskozobý
Lyskonoh ploskozobý (Phalaropus fulicarius) je malý bahňák z čeledi slukovitých. Ve svatebním šatu je nápadně zbarvený, samice jsou výraznější než samci, s hnědým šupinatým vrchem těla, červenou spodinou, černou čepičkou a bílými tvářemi, Zobák je žlutý s tmavou špičkou. Samec má spodinu méně výrazně zbarvenou, často bíle skvrnitou, rovněž kresba hlavy je méně výrazná.
V prostém šatu je mnohem nenápadnější, téměř jednobarevně modrošedý shora a bílé temeno je tmavě lemované, navíc má tmavou skvrnu za okem. Mladí ptáci jsou svrchu hnědě skvrnití. Hnízdí v Arktidě, hlavně v pobřežní tundře, vždy poblíž sladké nebo brakické vody. Zimuje v Atlantském oceánu u jižní a západní Afriky. Výjimečně zaletuje i na české území, kde byl dosud zastižen 16×.

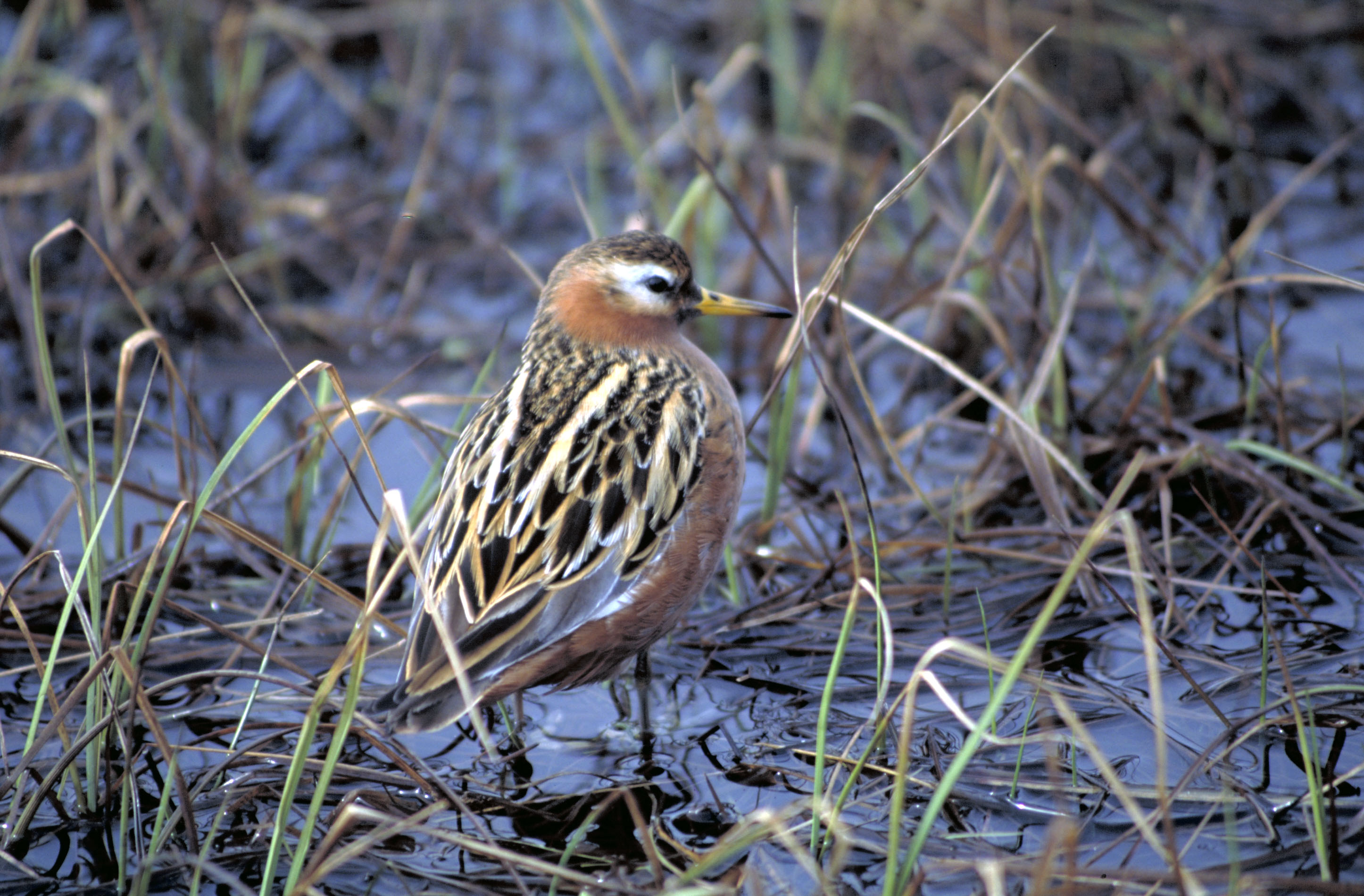
Samec ve svatebním šatu
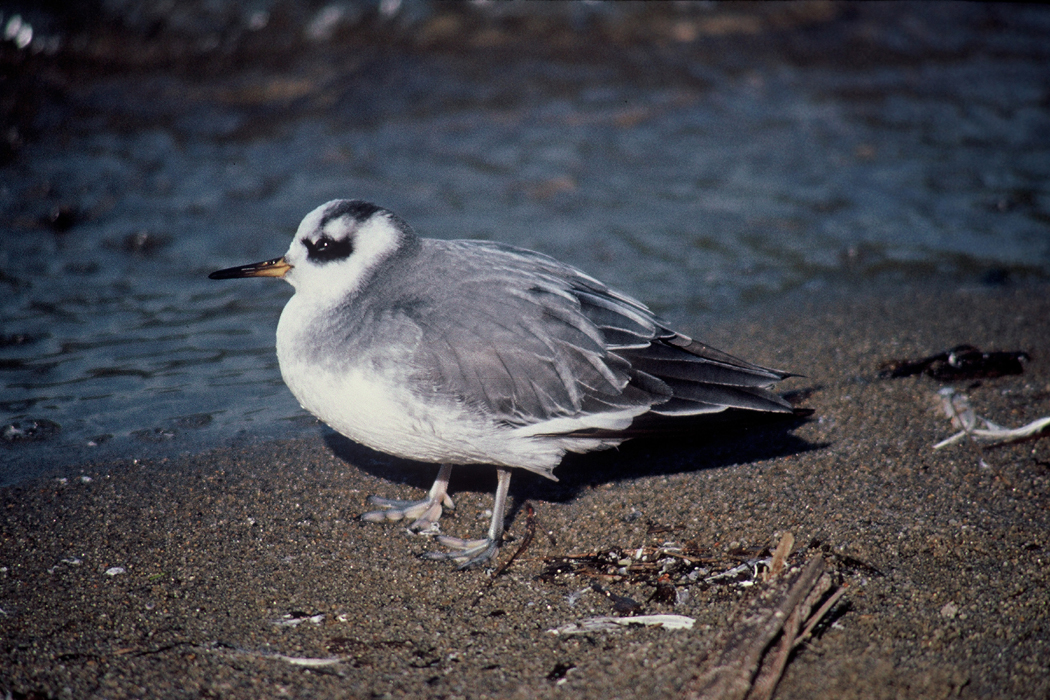
Lyskonoh ploskozobý v prostém šatu
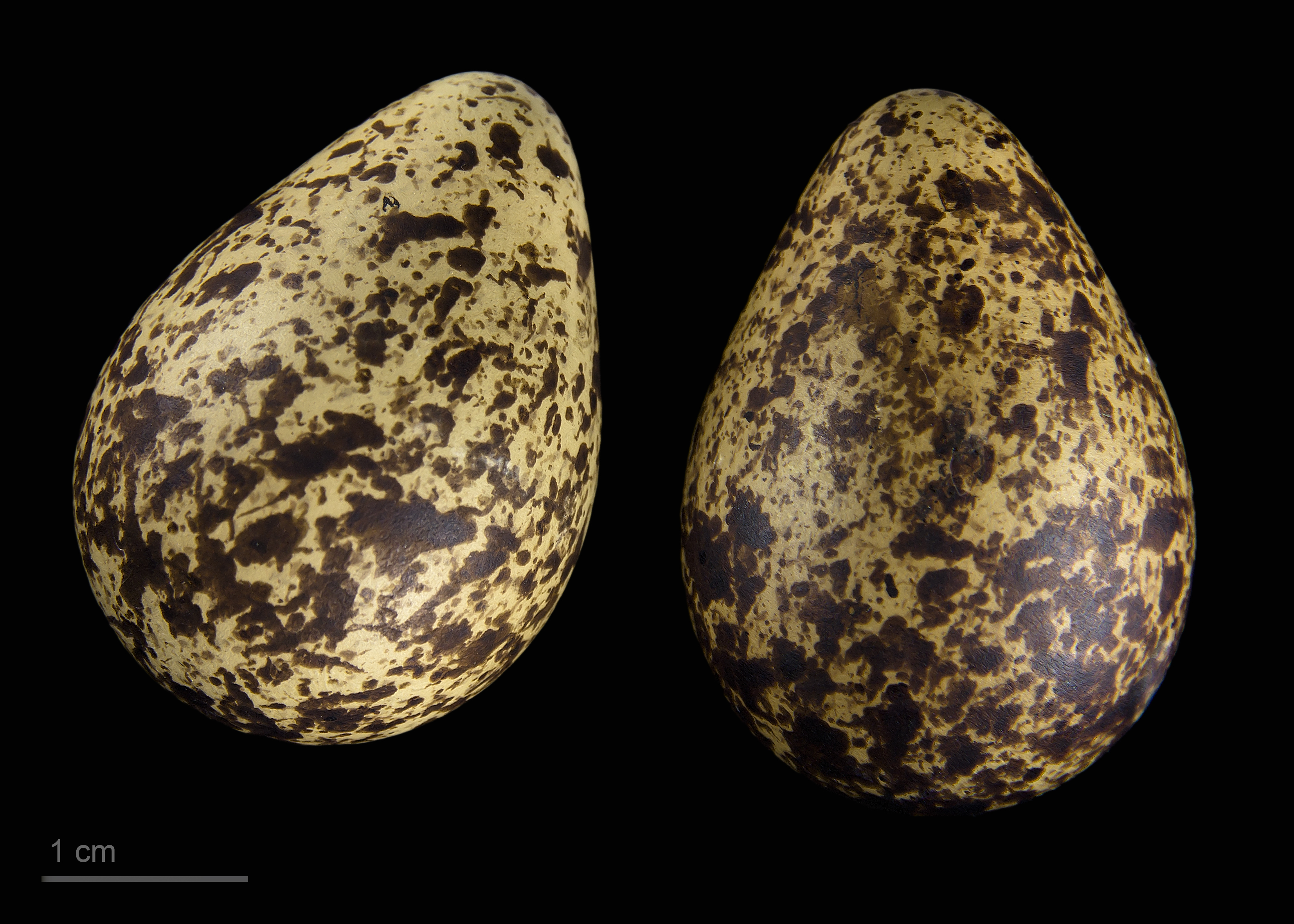
Vejce lyskonoha ploskozobého (Phalaropus fulicarius)
- Lyskonoh ploskozobý.